# پاندای کونگ‌فوکار
پاندای کونگ‌فوکار (به انگلیسی: Kung fu Panda) یک فرنچایز چندرسانه‌ای آمریکایی است که در ابتدا در سال ۲۰۰۸ با اکران انیمیشن سینمایی به همین نام، محصول دریم ورکس انیمیشن آغاز شد. ماجراهای پاندایی به نام پو را دنبال می‌کند که به یک استاد کونگ‌فو تبدیل می‌شود. این فرنچایز در یک نسخه فانتزی ژانر ووشیا در چین باستان با حیوانات انسان‌نما روایت شده‌است. از این فرنچایز چند فیلم سینمایی، فیلم کوتاه، مجموعه تلویزیونی و بازی‌ ویدئویی ساخته شده‌است.
این فرنچایز مورد تحسین واقع شده‌است؛ دو فیلم اول نامزد دریافت جایزه اسکار بهترین فیلم پویانمایی و اولین مجموعه تلویزیونی آن نیز موفق به کسب ۱۱ جایزه امی شده‌است. سه فیلم اول موفق‌ترین فیلم انیمیشن با بالاترین موفقیت اقتصادی در سال‌های انتشار خود بوده‌اند.

## معرفی
پاندای کونگ فوکار یکی از موفق‌ترین انیمیشن‌های یک دهه گذشته محسوب می‌شود که نخستین قسمت آن در سال ۲۰۰۸ یکی از پرفروش‌ترین اکران‌های سال را پشت سر گذاشت به حدی که کمپانی دریم‌ورکس در سال ۲۰۱۰ اعلام کرد برای سری انیمیشن‌های «پاندای کونگ فوکار» شش دنباله خواهد ساخت.

## فیلم‌ها
| فیلم               | تاریخ انتشار ایالات متحده | کارگردان(ها)                            | فیلمنامه‌نویس(ها)                   | داستان                             | تهیه‌کننده(ها) |
| ------------------ | ------------------------- | --------------------------------------- | ---------------------------------- | ---------------------------------- | ------------- |
| پاندای کونگ‌فوکار   | ۶ ژوئن ۲۰۰۸               | جان استیونسن و مارک آزبرن               | جاناتان ایبل و گلن برگر            | ایتان ریف و سایرس ووریس            | ملیسا کاب     |
| پاندای کونگ‌فوکار ۲ | ۲۶ مه ۲۰۱۱                | جنیفر یو نلسون                          | جاناتان آیبل و گلن برگر            | جاناتان آیبل و گلن برگر            | ملیسا کاب     |
| پاندای کونگ‌فوکار ۳ | ۲۹ ژانویه ۲۰۱۶            | جنیفر یو نلسون و الساندرو کارلونی       | جاناتان آیبل و گلن برگر            | جاناتان آیبل و گلن برگر            | ملیسا کاب     |
| پاندای کونگ‌فوکار ۴ | ۸ مارس ۲۰۲۴               | مایک میچلCo-director: استفانی ما استاین | جاناتان آیبل، گلن برگر و دارن لمکه | جاناتان آیبل، گلن برگر و دارن لمکه | ربکا هانتلی   |

## بازخورد

### باکس آفیس
این مجموعه فیلم‌ بیش از ۱.۸ میلیارد دلار فروش داشت و پاندای کونگ‌فوکار را به دهمین فرنچایز انیمیشنی پرفروش و سومین فرنچایز پرفروش دریم ورکس انیمیشن پس از ماداگاسکار و شرک تبدیل کرد.
| فیلم               | تاریخ انتشار   | باکس آفیس                       | باکس آفیس     | باکس آفیس      | باکس آفیس      | رتبه          | رتبه          | بودجه (میلیون) | منابع       |
| فیلم               | تاریخ انتشار   | افتتاحیه آخر هفته آمریکای شمالی | آمریکای شمالی | سایر مناطق     | در سراسر جهان  | آمریکای شمالی | در سراسر جهان | بودجه (میلیون) | منابع       |
| ------------------ | -------------- | ------------------------------- | ------------- | -------------- | -------------- | ------------- | ------------- | -------------- | ----------- |
| پاندای کونگ‌فوکار   | ۶ ژوئن ۲۰۰۸    | $۶۰٬۲۳۹٬۱۳۰                     | $۲۱۵٬۷۷۱٬۵۹۱  | $۴۱۶٬۳۱۱٬۶۰۶   | $۶۳۲٬۰۸۳٬۱۹۷   | #182          | #149          | $۱۳۰           | [ ۲ ]       |
| پاندای کونگ‌فوکار ۲ | ۲۶ مه ۲۰۱۱     | $۴۷٬۶۵۶٬۳۰۲                     | $۱۶۵٬۲۴۹٬۰۶۳  | $۵۰۰٬۴۴۳٬۲۱۸   | $۶۶۵٬۶۹۲٬۲۸۱   | #320          | #135          | $۱۵۰           | [ ۳ ]       |
| پاندای کونگ‌فوکار ۳ | ۲۹ ژانویه ۲۰۱۶ | $۴۱٬۲۸۲٬۰۴۲                     | $۱۴۳٬۵۲۸٬۶۱۹  | $۳۷۷٬۶۴۲٬۲۰۶   | $۵۲۱٬۱۷۰٬۸۲۵   | #410          | #207          | $۱۴۵           | [ ۴ ]       |
| مجموع              | مجموع          | $۱۴۹٬۱۷۷٬۴۷۴                    | $۵۲۴٬۴۲۷٬۱۴۶  | $۱٬۲۹۱٬۸۷۰٬۹۲۰ | $۱٬۸۱۷٬۵۹۶٬۹۶۹ |               |               | $۴۲۵           | [ ۵ ] [ ۶ ] |

### جوایز
| جایزه       | بخش                               | پاندای کونگ‌فوکار | پاندای کونگ‌فوکار ۲ | پاندای کونگ‌فوکار ۳ |
| ----------- | --------------------------------- | ---------------- | ------------------ | ------------------ |
| جوایز اسکار | جایزه اسکار بهترین فیلم پویانمایی | نامزدشده         | نامزدشده           |                    |
| جوایز آنی   | جایزه آنی بهترین فیلم پویانمایی   | برنده            | نامزدشده           | نامزدشده           |